# Macron souscrit
Pour les articles homonymes, voir Macron.
Le macron souscrit, « ˍ », aussi appelé ligne souscrite, est un diacritique de l’alphabet latin. Il prend la forme d’une barre horizontale que l’on place le plus souvent au-dessous d’une lettre. Il modifie la valeur du son représenté par la lettre.
Il n’est pas à confondre avec le trait souscrit ou soulignement qui est une ligne continue entre les lettres au-dessous desquelles il est placé, ni avec le double macron souscrit qui s’étend sous deux lettres, utilisé dans certaines translittérations.

## Utilisation

### Alphabet phonétique international
L’alphabet phonétique international a utilisé le macron souscrit de 1921 à 1989 pour indiquer le ton bas, le macron souscrit pouvait précéder la syllabe à ton bas, par exemple [ˍa], ou être souscrit symbole de la voyelle de la syllabe à ton bas, par exemple [a̱]. Le ton bas est représenté à l’aide de l’accent grave, par exemple [à], ou à l’aide de la barre de ton après la syllabe, par exemple [a˩] depuis 1989.

### Kwak'wala
Le kwak'wala, avec l’orthographe u'mista, utilise le macron souscrit avec les lettres : ‹ a̱ ›, ‹ g̱ ›, ‹ ḵ ›, ‹ ḵ̓ ›, ‹ x̱ ›, ‹ g̱w ›, ‹ ḵw ›, ‹ ḵ̓w ›, ‹ x̱w ›.

### Nuer
Le nuer utilise le macron souscrit avec certaines voyelles : ‹ a̱ ›, ‹ e̱ ›, ‹ ɛ̱ ›, ‹ ɛ̱̈ ›, ‹ o̱ ›, ‹ ɔ̱ ›.

### Tlingit
Le tlingit, avec l'orthographe américaine, utilise le macron souscrit avec les lettres : ‹ g̱ ›, ‹ g̱w ›, ‹ ḵ ›, ‹ ḵw ›, ‹ ḵʼ ›, ‹ ḵʼw ›, ‹ x̱ ›, ‹ x̱w ›, ‹ x̱ʼ ›, ‹ x̱ʼw ›

## Double macron souscrit
Le macron souscrit est parfois long s’étendant sous deux ou trois lettres qu’il modifie.
Il n’est pas à confondre avec la diacritique trait souscrit qui se connecte avec la précédente ou la suivante comme si le texte était souligné.
En uduk, le double macron souscrit est utilisé dans le digramme th double macron souscrit ‹ t͟h ›.
Dans la romanisation de l’arabe de 2017 du Groupe d’experts des Nations unies pour les noms géographiques (GENUNG), le double macron souscrit est utilisé dans le digramme dh double macron souscrit ‹ d͟h › pour translittérer la lettre ẓāʾ ‹ ﻆ ›. Le z cédille ‹ z̧ › était utilisé dans le système de 1972 des Nations unies.
Les systèmes de romanisation utilisés dans l’Encyclopédie de l’Islam utilisent le double macron avec plusieurs digrammes ou trigrammes :
- t͟h, d͟j, k͟h, d͟h, s͟h, g͟h pour l’arabe et additionnellement z͟h pour le persan, le turc ottoman ou l’ourdou ;
- d͟j, g͟h, z͟h, s͟h, t͟h, d͟h pour le turc ;
- k͟h, t͟s, s͟h, s͟h͟č, y͟u, y͟a pour l’écriture cyrillique.

Dans la norme ISO 15919 de romanisation de la devanagari et d’écriture indiennes apparentées, le double macron souscrit est utilisé avec le digramme ‹ k͟h › pour translittérer le ख़ de la devanagari, le ਖ਼ de la gurmukhi, le ખ઼ de l’alphasyllabaire gujarati et le খ় de l’alphasyllabaire bengali.

## Codage
Le macron souscrit a différents codages :
- la lettre modificative macron bas (U+02CD, ˍ) combinable avec une lettre, par exemple : « eˍ » ;
- le diacritique macron souscrit (U+0331, ̱) combinable avec une lettre, par exemple « o̱ » ;
- le diacritique double macron souscrit (U+035F, ͟) combinable entre deux lettres, par exemple « o͟o ».

Voici la liste des lettres pour lesquelles il existe une version précomposée avec macron suscrit ou souscrit dans la norme Unicode, en minuscule et majuscule, avec leur codage HTML.
| Lettres majuscules  | Lettres majuscules | Lettres majuscules | Lettres majuscules | Lettres minuscules | Lettres minuscules | Lettres minuscules | Lettres minuscules | Combinaison    |
| Sans                | Avec               | Unicode            | HTML               | Sans               | Avec               | Unicode            | HTML               | Combinaison    |
| ------------------- | ------------------ | ------------------ | ------------------ | ------------------ | ------------------ | ------------------ | ------------------ | -------------- |
| Alphabet cyrillique |                    |                    |                    |                    |                    |                    |                    |                |
| И                   | Ӣ                  | U+04E2             | &#1262;            | и                  | ӣ                  | U+04E3             | &#1262;            | aucune         |
| У                   | Ӯ                  | U+04EE             | &#1262;            | у                  | ӯ                  | U+04EF             | &#1263;            | aucune         |
| Alphabet grec       |                    |                    |                    |                    |                    |                    |                    |                |
| Α                   | Ᾱ                  | U+1FB9             | &#8121;            | α                  | ᾱ                  | U+1FB1             | &#8113;            | aucune         |
| Ι                   | Ῑ                  | U+1FD9             | &#8153;            | ι                  | ῑ                  | U+1FD1             | &#8145;            | aucune         |
| Υ                   | Ῡ                  | U+1FE9             | &#8169;            | υ                  | ῡ                  | U+1FE1             | &#8161;            | aucune         |
| Alphabet latin      |                    |                    |                    |                    |                    |                    |                    |                |
| A                   | Ā                  | U+0100             | &#0256;            | a                  | ā                  | U+0101             | &#0257;            | aucune         |
| A                   | Ǟ                  | U+01DE             | &#0478;            | a                  | ǟ                  | U+01DF             | &#0479;            | tréma          |
| A                   | Ǡ                  | U+01E0             | &#0480;            | a                  | ǡ                  | U+01E1             | &#0481;            | point suscrit  |
| Æ                   | Ǣ                  | U+01E2             | &#0482;            | æ                  | ǣ                  | U+01E3             | &#0483;            | aucune         |
| B                   | Ḇ                  | U+1E06             | &#7686;            | b                  | ḇ                  | U+1E07             | &#7687;            | aucune         |
| D                   | Ḏ                  | U+1E0E             | &#7694;            | d                  | ḏ                  | U+1E0F             | &#7695;            | aucune         |
| E                   | Ē                  | U+0112             | &#0274;            | e                  | ē                  | U+0113             | &#0275;            | aucune         |
| E                   | Ḕ                  | U+1E14             | &#7700;            | e                  | ḕ                  | U+1E15             | &#7701;            | accent grave   |
| E                   | Ḗ                  | U+1E16             | &#7702;            | e                  | ḗ                  | U+1E17             | &#7703;            | accent aigu    |
| G                   | Ḡ                  | U+1E20             | &#7712;            | g                  | ḡ                  | U+1E21             | &#7713;            | aucune         |
| I                   | Ī                  | U+012A             | &#0298;            | i                  | ī                  | U+012B             | &#0299;            | aucune         |
| K                   | Ḵ                  | U+1E3A             | &#7738;            | k                  | ḵ                  | U+1E3B             | &#7739;            | aucune         |
| L                   | Ḹ                  | U+1E38             | &#7736;            | l                  | ḹ                  | U+1E39             | &#7737;            | point souscrit |
| N                   | Ṉ                  | U+1E48             | &#7752;            | n                  | ṉ                  | U+1E49             | &#7753;            | aucune         |
| O                   | Ō                  | U+014C             | &#0332;            | o                  | ō                  | U+014D             | &#0333;            | aucune         |
| O                   | Ȫ                  | U+022A             | &#0554;            | o                  | ȫ                  | U+022B             | &#0555;            | tréma          |
| O                   | Ȭ                  | U+022C             | &#0556;            | o                  | ȭ                  | U+022D             | &#0557;            | tilde          |
| O                   | Ȱ                  | U+0230             | &#0558;            | o                  | ȱ                  | U+0231             | &#0559;            | point suscrit  |
| O                   | Ṑ                  | U+1E50             | &#7760;            | o                  | ṑ                  | U+1E51             | &#7761;            | accent grave   |
| O                   | Ṓ                  | U+1E52             | &#7762;            | o                  | ṓ                  | U+1E53             | &#7763;            | accent aigu    |
| O                   | Ǭ                  | U+01EC             | &#0492;            | o                  | ǭ                  | U+01ED             | &#0493;            | ogonek         |
| R                   | Ṝ                  | U+1E5C             | &#7772;            | r                  | ṝ                  | U+1E5D             | &#7773;            | point souscrit |
| R                   | Ṟ                  | U+1E5E             | &#7774;            | r                  | ṟ                  | U+1E5F             | &#7775;            | aucune         |
| T                   | Ṯ                  | U+1E6E             | &#7790;            | t                  | ṯ                  | U+1E6F             | &#7791;            | aucune         |
| U                   | Ū                  | U+016A             | &#0362;            | u                  | ū                  | U+016B             | &#0363;            | aucune         |
| U                   | Ǖ                  | U+01D5             | &#0469;            | u                  | ǖ                  | U+01D6             | &#0470;            | tréma          |
| U                   | Ṻ                  | U+1E7A             | &#7802;            | u                  | ṻ                  | U+1E7B             | &#7803;            | tréma          |
| Y                   | Ȳ                  | U+0232             | &#0562;            | y                  | ȳ                  | U+0233             | &#0563;            | aucune         |
| Z                   | Ẕ                  | U+1E94             | &#7828;            | z                  | ẕ                  | U+1E95             | &#7829;            | aucune         |